# László Ipacs
László Ipacs (Battonya, 13 de enero de 1946) es un deportista húngaro que compitió en judo. Ganó una medalla de bronce en el Campeonato Europeo de Judo de 1972 en la categoría de –80 kg.
Participó en dos Juegos Olímpicos de Verano en los años 1972 y 1976, su mejor actuación fue un decimotercer puesto logrado en Múnich 1972 en la categoría de –80 kg.

## Palmarés internacional
| Campeonato Europeo | Campeonato Europeo      | Campeonato Europeo | Campeonato Europeo |
| Año                | Lugar                   | Medalla            | Categoría          |
| ------------------ | ----------------------- | ------------------ | ------------------ |
| 1972               | Voorburg (Países Bajos) | Medalla de bronce  | –80 kg             |